# Rauer Deep
Koordinaten: 68° 57′ S, 77° 15′ O
Das Rauer Deep ist ein 28 km langes, 10 km breites und mindestens 750 m unter dem Meeresspiegel liegendes Meerestief im Südosten der Prydz Bay vor der Ingrid-Christensen-Küste des ostantarktischen Prinzessin-Elisabeth-Lands. Seine größte Tiefe liegt bei über 1200 m unter dem Meeresspiegel
Das Antarctic Names Committee of Australia benannte es in Anlehnung an die Benennung der 30 km westlich liegenden Rauer-Inseln.